# Hippurarctia overlaeti
Hippurarctia overlaeti är en fjärilsart som beskrevs av Sergius G. Kiriakoff 1953. Hippurarctia overlaeti ingår i släktet Hippurarctia och familjen björnspinnare. Inga underarter finns listade i Catalogue of Life.